# Sang Anom
Sang Anom is een bestuurslaag in het regentschap Pasuruan van de provincie Oost-Java, Indonesië. Sang Anom telt 2396 inwoners (volkstelling 2010).